# E.M. Hull
E.M. Hull właśc. Edith Maude Winstanley Hull z domu Henderson (ur. 16 sierpnia 1880, zm. 11 lutego 1947 w Hazlewood) – brytyjska pisarka. Była autorką ośmiu powieści-romansów. Jej najbardziej znana powieść Szejk stała się światowym bestsellerem. Jej powieści zapoczątkowały nowy gatunek literacki - pustynny romans (desert-romance). 

## Twórczość

### Cykl o szejku
- Szejk (The Sheik, 1919)
- Synowie szejka (The Sons of the Sheik, 1925)

### Inne powieści
- The Shadow of the East, 1921
- The Desert Healer, 1923
- Camping in the Sahara, 1926
- The Lion-Tamer, 1928
- The Captive of the Sahara, 1931
- The Forest of Terrible Things, 1939